# Cagarra-do-atlântico
Cagarra-do-atlântico (Calonectris borealis) (Cory, 1881), também referido como cagarra-grande, cagarro, pardela-de-bico-amarelo, é uma ave procelariiforme migratória da família dos procelariídeos encontrada em grande quantidade no Oceano Atlântico, na região do arquipélago dos Açores. É uma espécie que vem nidificar às ilhas do Atlântico Norte, apresenta características que a distinguem da espécie Calonectris diomedea, também chamada cagarra-do-mediterrâneo, que utiliza o mar Mediterrâneo para esse fim, nomeadamente na região da Sicília, Grécia e ilha de Creta, e que recentemente permitiram a sua separação enquanto espécie. Existe outra espécie de cagarra atlântica, a Calonectris edwardsii (Oustalet, 1883), conhecida pelo nome comum de cagarra-de-cabo-verde, que alguns autores afirmam nidificar também na ilha da Madeira.
O cagarro é a ave marinha mais abundante nos Açores, totalizando atualmente (2010) cerca de 188 000 casais reprodutores.
A população nidificante açoriana representa 75% da população mundial da espécie "Calonectris borealis". Para além dos Açores, esta ave nidifica nos arquipélagos da Madeira, Canárias e nas Berlengas, ao longo do litoral de todas as ilhas e em alguns ilhéus.
No Brasil, onde a ave é considerada visitante, o Comitê Brasileiro de Registros Ornitológicos (CBRO) atribuiu-lhe o nome vernáculo de "cagarra-grande".

## História

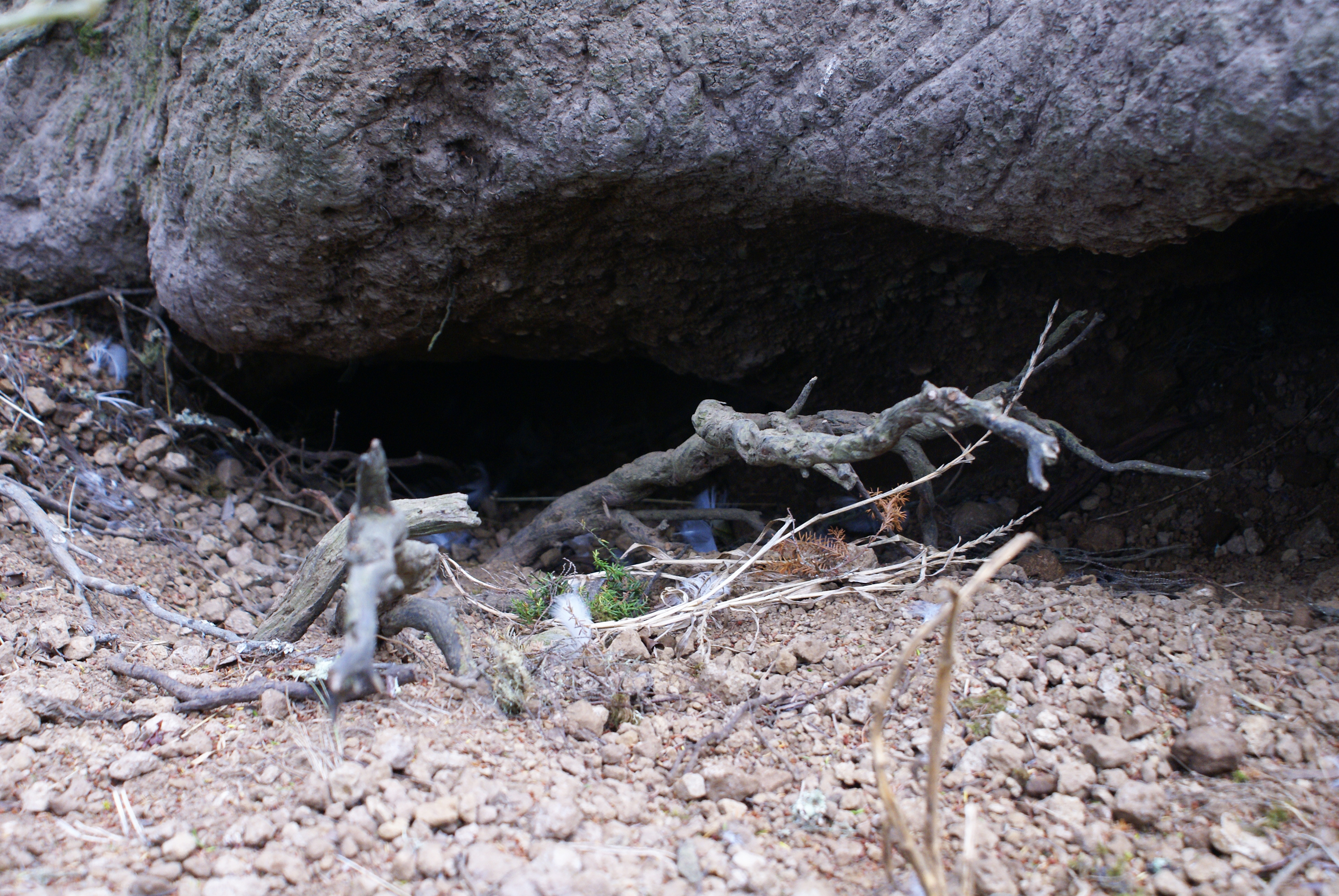
Toca de Cagarro, Morro de Castelo Branco, Castelo Branco, ilha do Faial.

Sobre os cagarros na ilha de Santa Maria, encontram-se referidos por Gaspar Frutuoso em diversas passagens, a saber:
A propósito do Ilhéu da Vila:
"(...) no ilhéu, que está junto da Vila um tiro de espingarda da terra, defronte da Ribeira Seca, (...). Toma-se também muitas cagarras nas rochas, de que fazem graxa.
Em dois ilhéus que estavam ao longo da ilha, que por essa razão rendem seis tostões cada ano, havia ali, antigamente, muitos estapagados, com que muito se sustentava a gente, porque lhe comiam a carne e se alumiavam com a graxa, e dormiam na pena, de que há ainda na ilha muitas coçaras (sic) e cabeçais, que escusam os colchões; e, havendo tantos deles, os tinham por praga, pela perda que faziam nas terras de comedias de gado, lavrando-as por debaixo com covas em que se acolhiam, e, por isto e porque havendo muitos porcos, comiam os estapagados e a carne sabia muito a eles, indo o bispo D. Agostinho à ilha lhe pediram os maldiçoasse e botasse fora da terra, o que o bispo fez; donde nunca mais os viram, nem os há na terra, senão se vem algum de maravilha; e já agora lhe levantariam de boa vontade a maldição, pois suspiram por eles, que eram mantimento de muitos. Estas aves não as viam de dia fora das covas, senão de noite, em que faziam tão grande gasnada que, quando iam ali algumas pessoas de fora que não sabiam deles, cuidavam ser demónios; são estes pássaros da feição e grandura de pombas, e para os tomarem, no tempo que havia muitos, faziam nos campos fogueiras de noite, e, vindo eles como encandeados com o lume cair sobre elas, os tomavam com paus às trochadas, enchendo assim sacos deles, de que faziam muita graxa, e outros escalavam e punham a secar como pescado, para depois comerem; e já em anos de fome foram desta ilha de São Miguel fazer lá escala deles."
E, a propósito do Ilhéu de São Lourenço, onde nidificam:
"O qual ilhéu do Romeiro é de pedra, da feição de um coruchéu, e com vento Sul e outros ventos do mar tormentosos se acolhem a ele muitos navios, o qual terá em cima dez alqueires de terra de erva e alguma rama curta e pouca, onde se criam e tomam muitas cagarras que dão graxa e pena para cabeçais. E porque é este ilhéu dos comendadores, não podem ir a ele, nem aos outros, a fazer esta caça, sem sua licença ou dos feitores."
Posteriormente, inspirado naquela mesma fonte, Frei Agostinho de Monte Alverne refere:
"Há nesta ilha uns pássaros que chamam estapagados, que têm corpo de perus, que sustentam a gente com sua carne, alumiam com seu azeite e dormem em sua pena, de que fazem bons colchões; estas aves de dia estão metidas em covas e de noite aparecem e fazem tão grande estrondo, que as pessoas que vêm de fora e disto não tem notícia imaginam que são estrondos de demónios; para os tomarem, fazem fogueiras de noite, com as quais, encandeados, caem, e às trochadas os tomam e enchem sacos, de que fazem seu azeite, e escalam como se fosse pescado para a seu tempo comerem; e no tempo da fome algumas vezes vêm de S. Miguel fazer deles sua escolha. Sendo estas aves tão úteis aos moradores da terra, indo lá o Bispo D. Agostinho Ribeiro lhe pediram as amaldiçoasse e botasse fora da terra; obedeceram à censura e desapareceram, mas lembrando Deus da necessidade que faziam, hoje os há, como antes."
O escritor Vitorino Nemésio na crónica Corsário das Ilhas (1956) dedica-lhes um capítulo, intitulado "Agarra: é ilhéu", e descreve Santa Maria, num outro capítulo, com o título "O primeiro Cagarro".

## Características
Conforme descrição do "Centro de Jovens Naturalista de Santa Maria", a ave apresenta
- corpo forte e em posição atarracada;
- bico adunco, de cor amarelo-forte, composto de várias peças;
- patas, de cor rosa-claro, recuadas, com membrana interdigital;
- polegar reduzido a uma unha, saliente e pontiaguda;
- cauda curta;
- penas do dorso de cor cinzento-acastanhada;
- penas do ventre de cor branca

Trata-se de uma ave adaptada à vida em alto-mar, vindo a terra, à sua colónia, na época da reprodução, durante a noite. A envergadura das suas asas varia entre 100 e 125 centímetros. O seu voo é caracterizado pelos poucos movimentos de asas e pela agilidade com que rasa as ondas. Em contrapartida, quando aterram e têm de se deslocar em terra são muito desajeitados.
As fêmeas pesam em média 780 gramas e os machos, maiores do que as fêmeas, aproximam-se das 900 gramas. Podem viver até 40 anos.
Os seus cantos são peculiares e inconfundíveis.

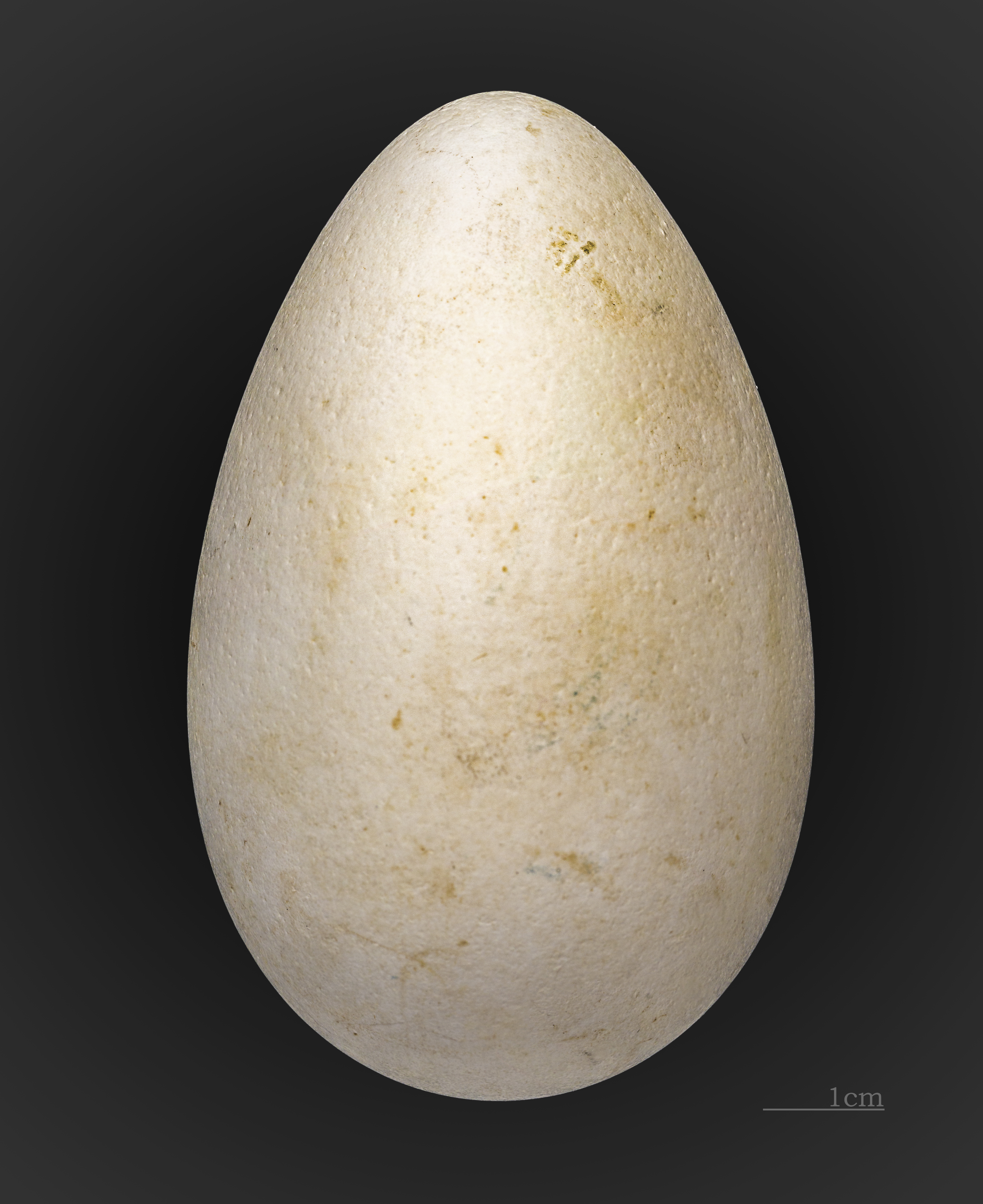
Ovo de Calonectris borealis.

O seu ciclo reprodutor tem uma duração de quase 9 meses, estendendo-se desde finais de fevereiro até finais de outubro, e apresenta grande sincronia entre as diferentes fases. Para fazer o ninho escolhe preferencialmente cavidades naturais e fendas na rocha, podendo também reutilizar luras de coelhos no solo ou escavar o seu próprio buraco, que pode atingir alguns metros de profundidade. Nidifica sempre no mesmo ninho, preferencialmente naquele em que nasceu, e forma casal para toda a vida.
A postura dos ovos (um por casal, de cor branca) ocorre de fins de maio a início de junho. O ovo é incubado durante 50 a 55 dias, alternadamente pelo macho e pela fêmea, em turnos com duração de 2 a 8 dias. A eclosão regista-se nos finais de julho e a emancipação dos juvenis entre finais de outubro e início de novembro. Neste momento, a cria é abandonada pelos pais, para se tornar independente. A mortalidade destes juvenis é alta, estimando-se que apenas um ovo em dez produzirá um adulto capaz de se reproduzir.
Os cagarros reúnem-se em grande bandos e efectuam migrações transequatoriais, nomeadamente, para a costa do Brasil e do Uruguai, e para o sul da África.
No mar, onde passam a maior parte do tempo em busca de alimento, é frequente observar bandos de cagarros ("jangadas") a alimentar-se em associação com outros predadores marinhos, tais como cetáceos e tunídeos, que dirigem as potenciais presas para a superfície. Na sua dieta incluem-se pequenos peixes pelágicos (como por exemplo, o chicharro ou cavala, pequenas lulas e crustáceos).

## Conservação
O grande declínio que as suas populações mundiais registaram nas últimas décadas levam a considerar a espécie como vulnerável. Em Portugal encontra-se listada no Livro Vermelho dos Vertebrados de Portugal com o estatuto de "Vulnerável", e está inscrita no Anexo I da Directiva 79/408/CEE "Aves Selvagens". Globalmente, porém, está classificada como Preocupação Menor pela União Internacional para a Conservação da Natureza.
A subespécie "Calonectris diomedea borealis" encontra-se protegida legalmente pelos seguintes diplomas:
- Anexo II do Decreto Legislativo nº 316/89 de 22 de Setembro (Convenção sobre a Vida Selvagem e os Habitats Naturais na Europa – Convenção de Berna)
- Anexo A-I do Decreto Lei nº 49/2005 de 24 de Fevereiro (Directiva Habitats)

Na Região Autónoma dos Açores a espécie encontra-se classificada como protegida.

## Campanha SOS Cagarro
Com apenas três meses de idade o cagarro juvenil sai do ninho pela primeira vez e enfrenta diversos perigos. Orientado essencialmente pelas estrelas, confunde-se com as luzes artificiais dos automóveis e das povoações, nas noites nubladas de outubro. Muitos acabam por colidir ou por serem atropelados.
A Campanha SOS Cagarro decorre anualmente na Região Autónoma dos Açores entre 1 de outubro e 15 de novembro, período que coincide com a saída dos cagarros juvenis dos seus ninhos para o primeiro voo transoceânico. Está organizada em duas vertentes: a de Educação Ambiental e a de Conservação da Natureza. Por estímulo do Doutor Luís Monteiro, investigador da Universidade dos Açores, depois de uma primeira actividade iniciada em 1991 com a Câmara Municipal de Vila do Corvo e, em 1993, com o Governo Regional dos Açores e a organização não governamental "Amigos dos Açores", a Campanha, que decorre regularmente desde 1995, tem como principal objectivo envolver as entidades e o público em geral no salvamento dos cagarros juvenis encontrados junto às estradas e nas suas proximidades. Nesse período, muitos dos cagarros juvenis resgatados nas ilhas açoriana no âmbito da campanha já regressaram ao arquipélago para acasalar e ter as suas crias.
A conduta a seguir para o salvamento de um cagarro juvenil encontrado é:
1. Aproximar-se lentamente da ave por trás, para não a assustar;
2. Com calma e segurança cobrir o corpo da ave com um casaco, toalha ou manta;
3. Sem magoar a ave, segurá-la pelo pescoço e pela cauda, de modo a envolver integralmente o seu corpo;
4. Com cuidado, colocá-la numa caixa de cartão com furos para permitir a ventilação;
5. Entregá-la a um dos postos locais mantidos pelo Serviço de Ambiente nesta época para recebê-los.

Enquanto estiver na sua posse, a ave deverá ser mantida protegida na caixa, em local tranquilo e escuro, ao abrigo de animais domésticos como cães e gatos. Neste momento, a ave não necessita de alimento ou água.